# Désert de Marlagne

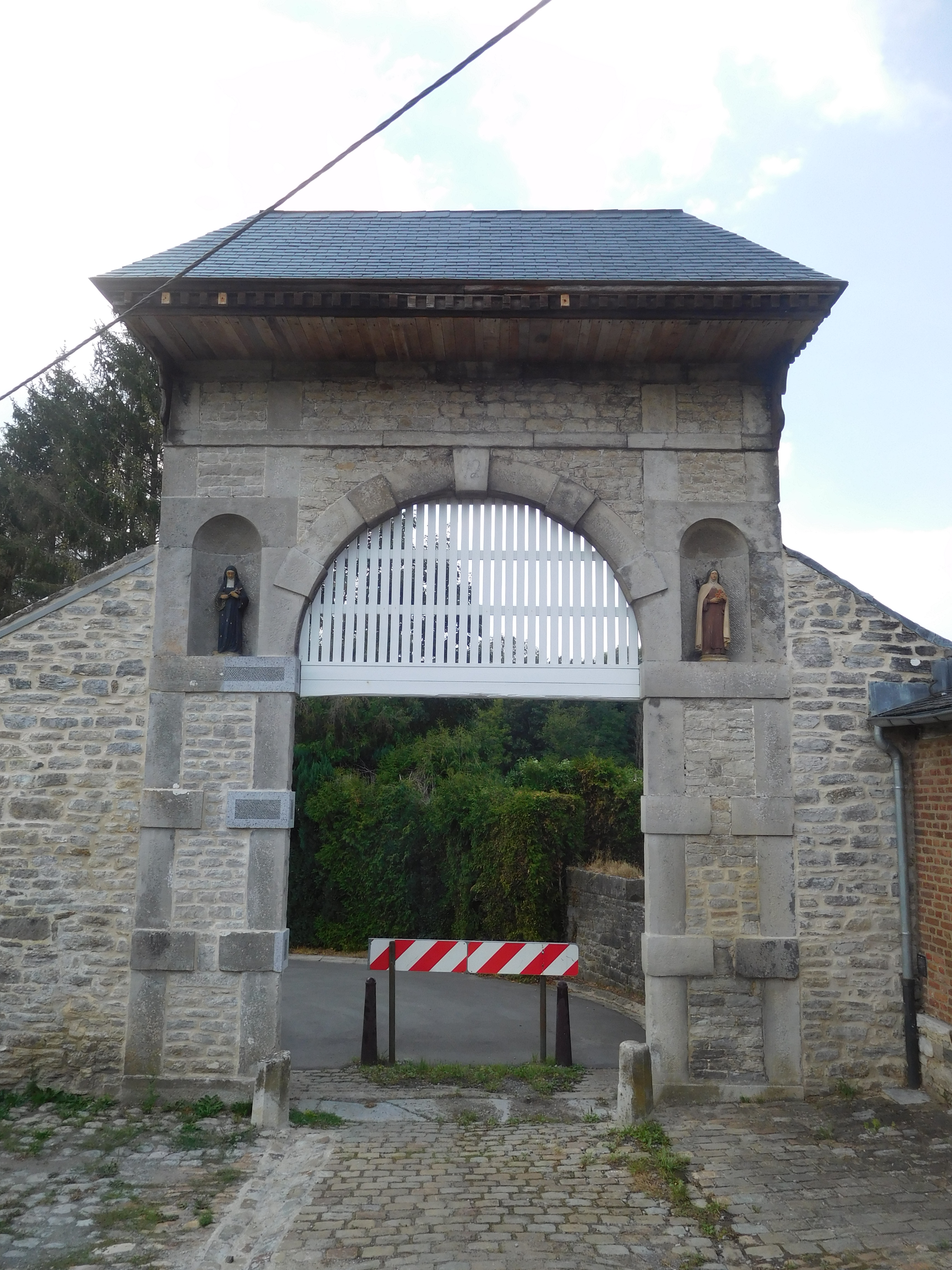
Le portail de l'ancien Désert de Marlagne, à Wépion

L'ancien saint désert de Marlagne était un couvent de Pères carmes déchaux (ermites), se trouvant à l’extrémité du chemin des archiducs, à Wépion, en province de Namur, en Belgique.  Fondé en 1619 à l’instigation des archiducs Albert et Isabelle, le couvent disparut à la Révolution française. Il en reste la chapelle Sainte-Marie-Madeleine (dite chapelle de la Marlagne), et le portail d’entrée, conduisant (aujourd'hui) au domaine de la Marlagne.

## Histoire

### Fondation
Le couvent est fondé en 1618 ou 1619, au cœur de la grande forêt de Marlagne, par un père carme italien, le Père Thomas de Jésus, qui était à la recherche d’un lieu propice à la fondation d’une institution de type érémitique, dans la tradition primitive de l'Ordre (né d'un groupe d'ermites du Mont Carmel).  Les archiducs Albert et Isabelle lui accordent 40 hectares dans la forêt de Marlagne. La construction se fait sur le modèle d’un monastère chartreux : des cellules individuelles autour d’un cloître avec église au centre. Ainsi, à l'intérieur du mur d'enceinte construit en 1619, dix ermitages accueillent des pères Carmes venant parfois de loin, tentés par l’expérience d’une vie érémitique. Les archiducs s'intéressent au projet et sont généreux: ils assistent à la pose de la première pierre le 29 juillet 1619.     
Les religieux carmes ne furent jamais plus d'une vingtaine. À part un groupe permanent de quatre, la plupart n'y réside pas plus d'un an, car le désert de Marlagne est un lieu de retraite érémitique temporaire. Le groupe est international même si la plupart viennent des Pays-Bas méridionaux et du nord de la France. Vivant en autarcie les Carmes développent les ressources des lieux : la pierre pour leurs constructions, la source (le Suary) et ruisseaux pour leur subsistance : étangs, viviers, moulin et ferme. Ce développement est à l'origine de l'essor du village de Wépion (aux dépens de Fooz). 
Le père Arnould de Saint-Pierre et Saint-Paul (1641-1731), originaire de Ruremonde, y fut sous-prieur de 1694 à 1697. C'est à Marlagne qu'il composa ses Solitarius loquens, conférences spirituelles destinées à ses confrères Carmes déchaussés qui y vivaient une vie austère et exclusivement contemplative.     

### Visite de Louis XIV
Comme l’indique une pierre commémorative fixée au mur de la chapelle, le désert reçut en 1692 Louis XIV et sa cour. Lors du siège de Namur, la présence de troupes françaises y fut marquante. Ce serait le 7 juin 1692, que Louis XIV en personne se serait installé en Marlagne, accompagné de sa cour : ils trouvèrent leur subsistance chez les Carmes. Avec Louis XIV auraient été présents : le Dauphin, le Duc d'Orléans, le père Lachaise, confesseur du roi, et ses historiographes, dont le duc de Saint-Simon. Une pierre tombale fort élaborée, aujourd’hui fixée dans le mur d’enceinte du domaine, près de la chapelle, serait celle d’un officier d’ordonnance de Louis XIV.
Le portique d’entrée, d’esprit classique, date de 1721.  En plein cintre il est orné de deux petites niches en cul-de-four habitées par des saintes de l’Ordre du Carmel. 

### Fin du Désert
Les troubles postrévolutionnaires n’épargnent pas les ermites carmes. En 1789 les pères Carmes sont expulsés. Leurs bâtiments sont laissés à l’abandon ou vendus comme bien national. Le Saint Désert ne se relèvera plus comme tel. La parcellisation avec affectation diverses de bâtiments mal entretenus achèvent de le démanteler. Le 28 septembre 1796, l'inventaire des biens du couvent est fait en présence de quelques pères carmes encore présents, et les biens sont vendus.  

### XIXeetXXesiècles
En 1819, Joseph Pisani de la Gaude, premier évêque concordataire de Namur, ouvre son séminaire diocésain dans l’abbaye de Floreffe et obtient la jouissance du domaine de la Marlagne comme lieu de détente pour ses séminaristes et lui-même. Il fait construire la chapelle que nous connaissons aujourd'hui. Dédiée à sainte Marie-Madeleine la chapelle s'appuie sur le mur d'enceinte de l’ancien couvent, à gauche du portique d'entrée du Saint Désert.
Le domaine connait au XIXe et XXe siècle diverses affectations avec l’édification d’un château (également abandonné) et la présence de religieuses bénédictines, de 1929 à 1936 (qui émigreront à Ermeton-sur-Biert). 
À partir de 1938 le domaine est morcelé et les terrains sont progressivement lotis. Le 27 octobre 1971 est posée la première pierre du Centre Culturel de la Communauté française à l'emplacement de l'ancien château. 
Classé comme monument et site depuis le 18 août 1982, l’ensemble du Désert de Marlagne et (Chapelle Sainte-Madeleine) fut rénové à l’occasion de leurs quatrième (pour le premier) et deuxième centenaires (pour la chapelle) en 2019.